# Queen's Club Championships 2023
I Queen's Club Championships 2023, noti anche come Cinch Championships per motivi di sponsorizzazione, sono stati un torneo di tennis giocato sull'erba. Si è trattata della 129ª edizione del torneo facente parte dell'ATP Tour 500 nell'ambito dell'ATP Tour 2023. Si è giocato al Queen's Club di Londra, nel Regno Unito, dal 19 al 25 giugno 2023.

## Partecipanti al singolare

### Teste di serie
| Nazionalità | Giocatore           | Ranking | Testa di serie* |
| ----------- | ------------------- | ------- | --------------- |
| Spagna      | Carlos Alcaraz      | 2       | 1               |
| Danimarca   | Holger Rune         | 6       | 2               |
| Stati Uniti | Taylor Fritz        | 8       | 3               |
| Stati Uniti | Frances Tiafoe      | 12      | 4               |
| Regno Unito | Cameron Norrie      | 13      | 5               |
| Italia      | Lorenzo Musetti     | 17      | 6               |
| Australia   | Alex de Minaur      | 18      | 7               |
| Argentina   | Francisco Cerúndolo | 20      | 8               |

* Ranking al 12 giugno 2023.

#### Altri partecipanti
I seguenti giocatori hanno ricevuto una wildcard per il tabellone principale:
- Liam Broady
- Jan Choinski
- Ryan Peniston

Il seguente giocatore è entrato in tabellone con il ranking protetto:
- Milos Raonic

Il seguente giocatore è entrato in tabellone come special exempt:
- Jordan Thompson

I seguenti giocatori sono entrati nel tabellone principale passando dalle qualificazioni:

- Tommy Paul
- Grigor Dimitrov
- Mackenzie McDonald
- Arthur Fils

Il seguente giocatore è entrato in tabellone come lucky loser:
- Jeffrey John Wolf
- Arthur Rinderknech
- Alexei Popyrin

#### Ritiri
Prima del torneo
- Matteo Berrettini → sostituito da  Jeffrey John Wolf
- Marin Čilić → sostituito da  Emil Ruusuvuori
- Arthur Fils → sostituito da  Arthur Rinderknech
- Yoshihito Nishioka → sostituito da  Maxime Cressy
- Milos Raonic → sostituito da  Alexei Popyrin

## Partecipanti al doppio

### Teste di serie
| Nazione     | Giocatore      | Nazione     | Giovatore       | Ranking* | Testa di serie |
| ----------- | -------------- | ----------- | --------------- | -------- | -------------- |
| Paesi Bassi | Wesley Koolhof | Regno Unito | Neal Skupski    | 4        | 1              |
| Croazia     | Ivan Dodig     | Stati Uniti | Austin Krajicek | 5        | 2              |
| Stati Uniti | Rajeev Ram     | Regno Unito | Joe Salisbury   | 11       | 3              |
| Monaco      | Hugo Nys       | Polonia     | Jan Zieliński   | 21       | 4              |

* Ranking al 12 giugno 2023.

### Altri partecipanti
Le seguenti coppie di giocatori hanno ricevuto una wildcard per il tabellone principale:
- Liam Broady /  Jonny O'Mara
- Julian Cash /  Luke Johnson

La seguente coppia di giocatori è passata dalle qualificazioni:

- Yuki Bhambri /  Saketh Myneni

La seguente coppia di giocatori è entrata in tabellone come lucky loser:
- André Göransson /  Ben McLachlan

#### Ritiri
Prima del torneo
- Andy Murray /  Cameron Norrie → sostituiti da  André Göransson /  Ben McLachlan

## Punti
| Evento    | V   | F   | SF  | QF | 2T | 1T | Q  | Q2 | Q1 |
| Singolare | 500 | 300 | 180 | 90 | 45 | 0  | 20 | 10 | 0  |
| Doppio    | 500 | 300 | 180 | 90 | 45 | 0  | 45 | 25 | 0  |

## Montepremi
| Evento    | V        | F        | SF       | QF      | 2T      | 1T      | Q2     | Q1     |
| Singolare | €477,795 | €220,800 | €117,715 | €60,145 | €32,105 | €17,120 | €8,775 | €4,925 |
| Doppio*   | €134,840 | €71,910  | €36,380  | €18,190 | €9,420  | N.D.    | N.D.   | N.D.   |

* per team

## Campioni

### Singolare
Carlos Alcaraz ha sconfitto in finale  Alex de Minaur con il punteggio di 6-4, 6-4.
• È l'undicesimo titolo in carriera per Alcaraz, il quinto in stagione.

### Doppio
Ivan Dodig /  Austin Krajicek hanno sconfitto in finale  Taylor Fritz /  Jiří Lehečka con il punteggio di 6-4, 6(5)-7, [10-3].